# Erich Raeder

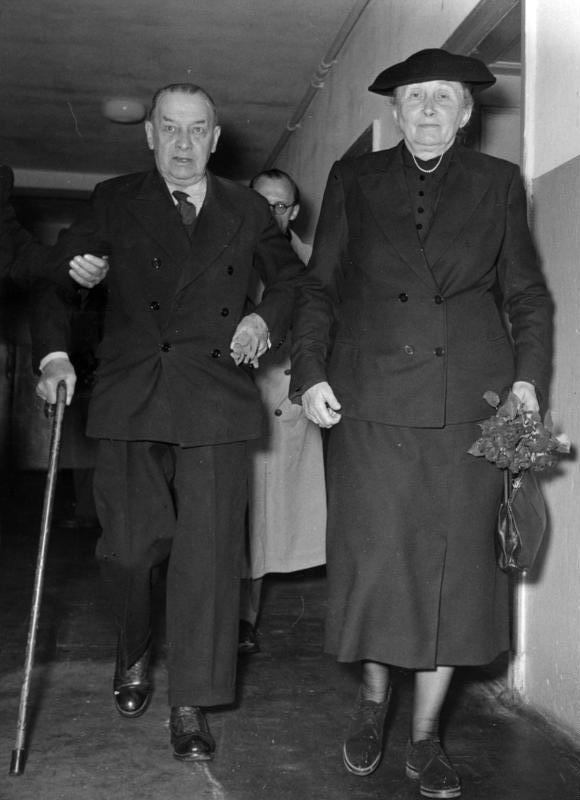
Erich Raeder wychodzi z więzienia w asyście żony, 1955 rok

Erich Johann Albert Raeder (ur. 24 kwietnia 1876 w Wandsbek, zm. 6 listopada 1960 w Kilonii) – niemiecki wojskowy i marynarz, wielki admirał, naczelny dowódca marynarki wojennej (1928–1943), zwolniony po serii klęsk sił nawodnych i zastąpiony odnoszącym spektakularne sukcesy dowódcą sił podwodnych Karlem Dönitzem. Skazany w procesach norymberskich na dożywotnie więzienie za współuczestnictwo w planowaniu wojny napastniczej. Uczestnik I i II wojny światowej.

## Życiorys

### Kariera przed II wojną światową
Raeder urodził się w rodzinie nauczycielskiej w Wandsbek w Niemczech. Do szkoły morskiej marynarki cesarskiej (Kaiserliche Marine) wstąpił w 1894, a już 3 lata później, w 1897 osiągnął stopień oficerski. W tym okresie brał również udział w wojnie na Bliskim Wschodzie. Ukończył Akademię Morską w latach 1903-1904. W roku 1912 został kapitanem okrętu. 15 kwiatnia 1911 roku awansowany na stopień komandora podporucznika (niem. Korvettenkapitän). W czasie I wojny światowej służył na różnych stanowiskach, uczestniczył w bitwie na Dogger Bank w 1915 oraz w bitwie jutlandzkiej w 1916. Awansowany na stopień komandora porucznika (niem. Fregattenkapitän) 26 kwietnia 1917 roku Po wojnie Raeder w dalszym ciągu szybko awansował uzyskując stopień kontradmirała w 1922, a następnie wiceadmirała w 1925. W październiku 1928 Raeder otrzymał stopień admirała i został mianowany szefem sztabu marynarki wojennej Rzeszy, zaś w roku 1935 naczelnym dowódcą marynarki wojennej. Pomimo swojej niechęci do partii nazistowskiej Raeder wspierał Adolfa Hitlera w próbach przebudowy niemieckiej floty. Za zasługi 20 kwietnia 1936 Hitler awansował Raedera do stopnia admirała generała. W swoich planach rozbudowy floty, Raeder musiał często konkurować z Hermannem Göringiem i jego wizją rozbudowy niemieckiego lotnictwa.

### II wojna światowa
Pomimo tej trudnej rywalizacji otrzymał awans do stopnia wielkiego admirała w 1939. Pod koniec tego roku zaproponował inwazję na Danię oraz Norwegię w celu uzyskania portów poza zasięgiem lotnictwa brytyjskiego umożliwiających dostęp do Morza Północnego. Operacje te skończyły się sukcesem, aczkolwiek straty, które poniosła marynarka niemiecka były relatywnie wysokie.
Raeder nie był przychylnie nastawiony do operacji Lew morski, czyli planowanej inwazji Wysp Brytyjskich. Uważał, że flota może działać lepiej jako formacja wspomagająca, chciał zwiększenia floty okrętów podwodnych, budowy małych jednostek. Był zwolennikiem silnych wpływów Niemiec w rejonie Morza Śródziemnego, również w Afryce Północnej, był zwolennikiem inwazji na Maltę.
Raeder uważał, że dopóki Niemcy nie będą panować w powietrzu nad kanałem La Manche, inwazja na Anglię będzie niemożliwa. Ponieważ Luftwaffe przegrało lotniczą bitwę o Anglię, plan inwazji na Wyspy Brytyjskie został odłożony, a na skutek ataku Niemiec na Związek Radziecki, co spowodowało utworzenie drugiego frontu, całkowicie odrzucony. Ciosem dla jego pozycji było zatopienie pancernika "Bismarck" w maju 1941, po którym Hitler odebrał mu wolną rękę w planowaniu operacji ofensywnych dużymi okrętami nawodnymi. Raeder był przeciwny niemieckiemu atakowi na Związek Radziecki, ponieważ uważał, że taki atak należy wykonać dopiero po pokonaniu Wielkiej Brytanii.

### Odsunięcie od władzy
Po tym okresie seria nieudanych operacji (m.in. bitwa na Morzu Barentsa) wraz z dużymi sukcesami floty podwodnej dowodzonej przez Karla Dönitza doprowadziły do odejścia Raedera na stanowisko Admirała Inspektora niemieckiej floty w styczniu 1943, a następnie do jego odejścia na emeryturę w maju 1943. Na stanowisku dowódcy marynarki wojennej Rzeszy zastąpił go 30 stycznia 1943 admirał Karl Dönitz, dotychczasowy dowódca floty okrętów podwodnych.

### Okres powojenny
W momencie kapitulacji przebywał w szpitalu, aresztowany 23 czerwca 1945. Międzynarodowy Trybunał Wojskowy w Norymberdze skazał Raedera na karę dożywotniego więzienia za udział we wspólnym planowaniu wojny napastniczej, w jej przygotowaniu, prowadzeniu oraz za łamanie praw wojennych ustanowionych w Hadze. Z powodu choroby został zwolniony z więzienia w Spandau 26 września 1955. W 1957 wydał swoją biografię Moje życie (Mein Leben). Zmarł 6 listopada 1960 w Kilonii.